# 水押川
水押川（みずおしがわ）は、埼玉県本庄市を流れる利根川水系の河川。川沿いに自生する曼珠沙華で知られる。

## 概要
本庄市児玉町秋山地区を流れ、秋山川（小山川合流点から400 m手前）に合流する。川沿い1 kmにわたって曼珠沙華（彼岸花）が10万本自生しており、9月下旬には散策客が訪れる。

## 橋梁
- 堂前渕橋

## 周辺
- 児玉カントリー倶楽部
- 児玉駅
- 秋山古墳群
- こだま千本桜 - 小山川沿いの桜並木